# Драконий родич
Драконий родич (2003) — это научно-фантастический роман Энн Маккефри из серии «Всадники Перна», написанный вместе с её сыном, Тоддом Маккефри.

## Описание сюжета
История начинается за несколько лет до Третьего Прохождения в Лагере Наталон, в котором добывали уголь. Рассказ ведётся о маленьком мальчике Киндане, отцу которого принадлежат страж порога, Даск. Во время обвала Киндан теряет всю свою семью так же как и Даска, пытавшегося откопать из завала своего хозяина. Мастер-арфист Зист, приютивший Киндана у себя, начинает обучать его выполнять работу арфистов. Тем временем в лагере без стража порога происходят незначительные несчастные случаи, продолжающие задерживать работу. Киндан, единственный может помочь Лагерю, запечатлев своего стража порога.